# لوفوستروفيوس
لوفوستروفيوس (بالإنجليزية: Lophostropheus)‏ هو جنس من ديناصورات طيريات الخطم عاش ما يقارب 196.5 إلى 205.6 مليون سنة بالنورماندي بفرنسا حاليا.